# Station Parysów
Station Parysów is een spoorwegstation in de Poolse plaats Parysów.